# Julien Mertine
Julien Mertine (født 26. juni 1988) er en fransk fægter .
Han repræsenterede Frankrig ved sommer-OL 2020 i Tokyo, hvor han vandt guld i holdkonkurrencen.
Ved sommer-OL 2024 i Paris vandt han bronze i holdkonkurrencen.